# 于敏
于 敏（う びん、拼音: Yú Mǐn、1926年8月16日 - 2019年1月16日）は、中華人民共和国の核物理学者、中国科学院の院士。機密保持のため名前を伏せながら長年水爆の理論研究に従事。1967年の水爆実験成功に貢献。中国の「水爆の父」といわれる。

## 略歴
1926年8月16日に直隷省寧河県芦台鎮で生まれ、天津木斎中学校、耀華中学校に経て、1944年に北京大学工学部に入学。1946年に理学部に移り、理論物理学を専攻し、1949年に卒業。その後、北京大学の大学院で研究を続けた。
1951年から1965年まで中国科学院現代物理研究所で勤務。1965年に、第二機械工業部第九研究設計院（現中国工程物理研究院）に移転、理論研究所副所長、所長、副院長などを歴任。1980年に中国科学院の学部委員（院士）に選出された。1985年8月に中国共産党へ入党。
2019年1月16日逝去。92歳没。

## 受賞歴
（中国政府による賞）
- 1987年 - 「全国勞動模範」称号
- 1999年9月18日 - 両弾一星功労勲章[5]
- 2015年1月9日 - 2014年度国家最高科学技術賞[5]
- 2015年2月 - 感動中国年度人物
- 2015年10月13日 - 「全国敬業奉仕模範」称号
- 2018年12月18日 -「改革開放の先導者」称号[6]
- 2019年9月29日 - 共和国勲章（死後追贈）